# Golf Club Crans-sur-Sierre

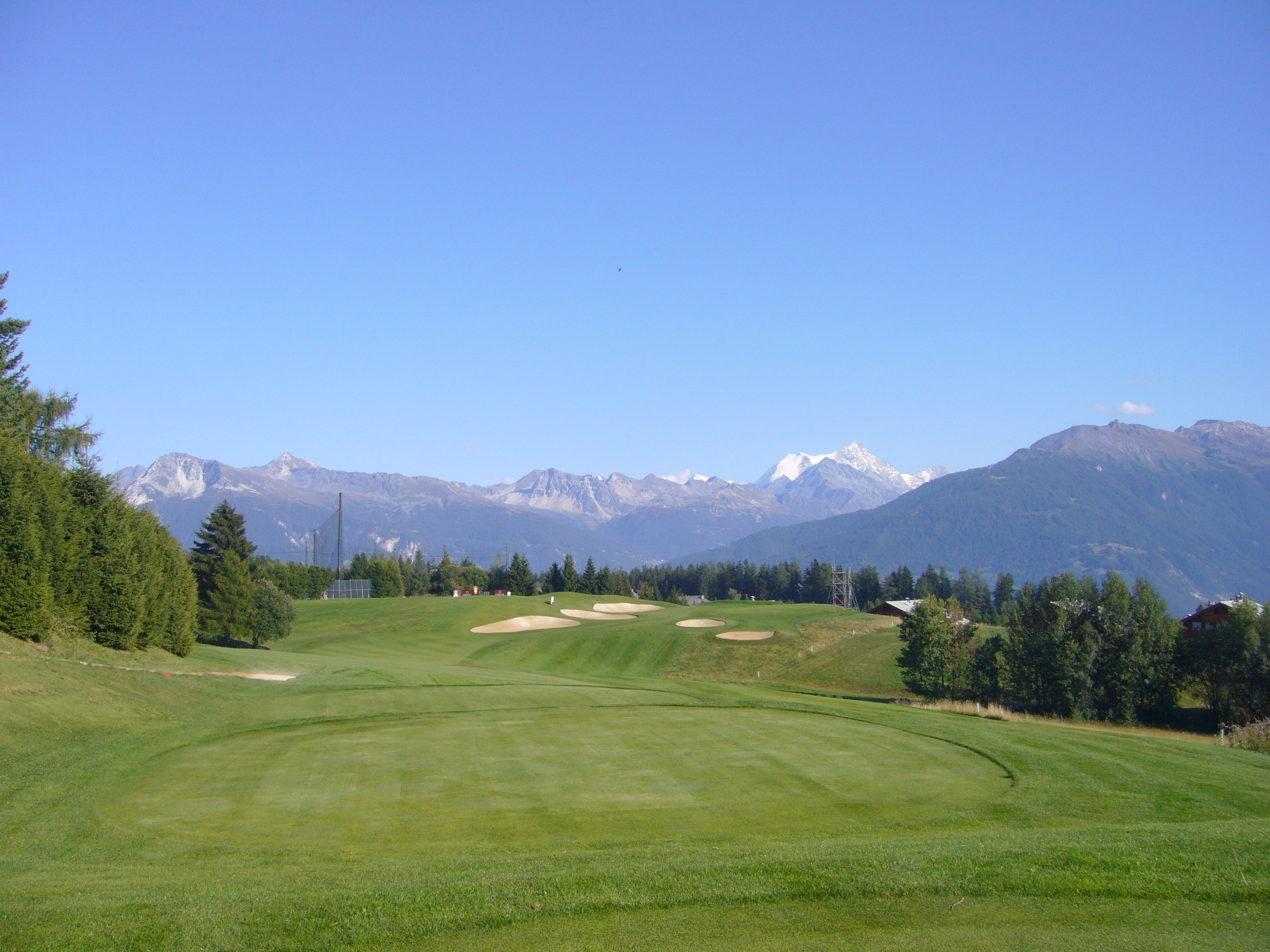
Hole 7

De Golf Club Crans-sur-Sierre is een golfclub in Zwitserland.

## Golfbanen
De golfclub van Crans heeft twee golfbanen, de parcours Severiano Ballesteros met 18 holes en de parcours Jack Nicklaus met 9 holes.

### Parcours Severiano Ballesteros
In 1905 werd het Palace Hotel geopend. Voor de hotelgasten werd in 1906 een 9-holes golfbaan aangelegd, die twee jaar later al werd uitgebreid tot 18 holes. In 1914 stond alles stil. Na de oorlog werden slechts 9 holes weer bespeeld, en het zou tot 1926 duren voordat de rest van de baan onder leiding van architect Nicholson uit Manchester weer opgeknapt werd. In 1927 werd de 18 holesbaan officieel heropend. In 1939 werd de eerste wedstrijd voor professionals in Crans gespeeld.
In 1954 werd er veel aan de baan veranderd, en daarna bleef het rustig totdat Severiano Ballesteros in 1997-1998 de baan wat moeilijker maakte. daarna werd de baan naar hen genoemd.
Baanrecord
- 1986: 63 door Anders Forsbrand en Gordon J. Brand tijdens ronde 3 van de EBEL European Masters
- 1991: 63 door Colin Montgomerie
- 1992: 60 door Jamie Spence
- 2013: 61 door Craig Lee[1] tijdens ronde 3 van de Omega European Masters

Toernooien
In Crans wordt sinds 1939 het Zwitserse Open (nu European Masters) gespeeld, en sinds 1964 de Olivier Barras Memorial. Antoine en Gaston Barras zorgen ervoor dat het Zwitserse Open meer van de grond komt, en in 1972 onderdeel werd van de Europese PGA Tour, die toen net was opgericht. De Olivier Barras Memorial hoort nu bij de European Challenge Tour.

### Parcours Jack Nicklaus
In 1950 werd op aandringen van voorzitter René Payot besloten bij het Moubra meertje nog een 9 holesbaan aan te leggen. Deze werd in 1952 geopend. De baan is later door Jack Nicklaus uitgebreid: de bestaande holes werden veranderd in zes holes en in het bos kwamen er drie holes bij.